# Hochzeit zu Kana (Villeneuve-d’Ascq)

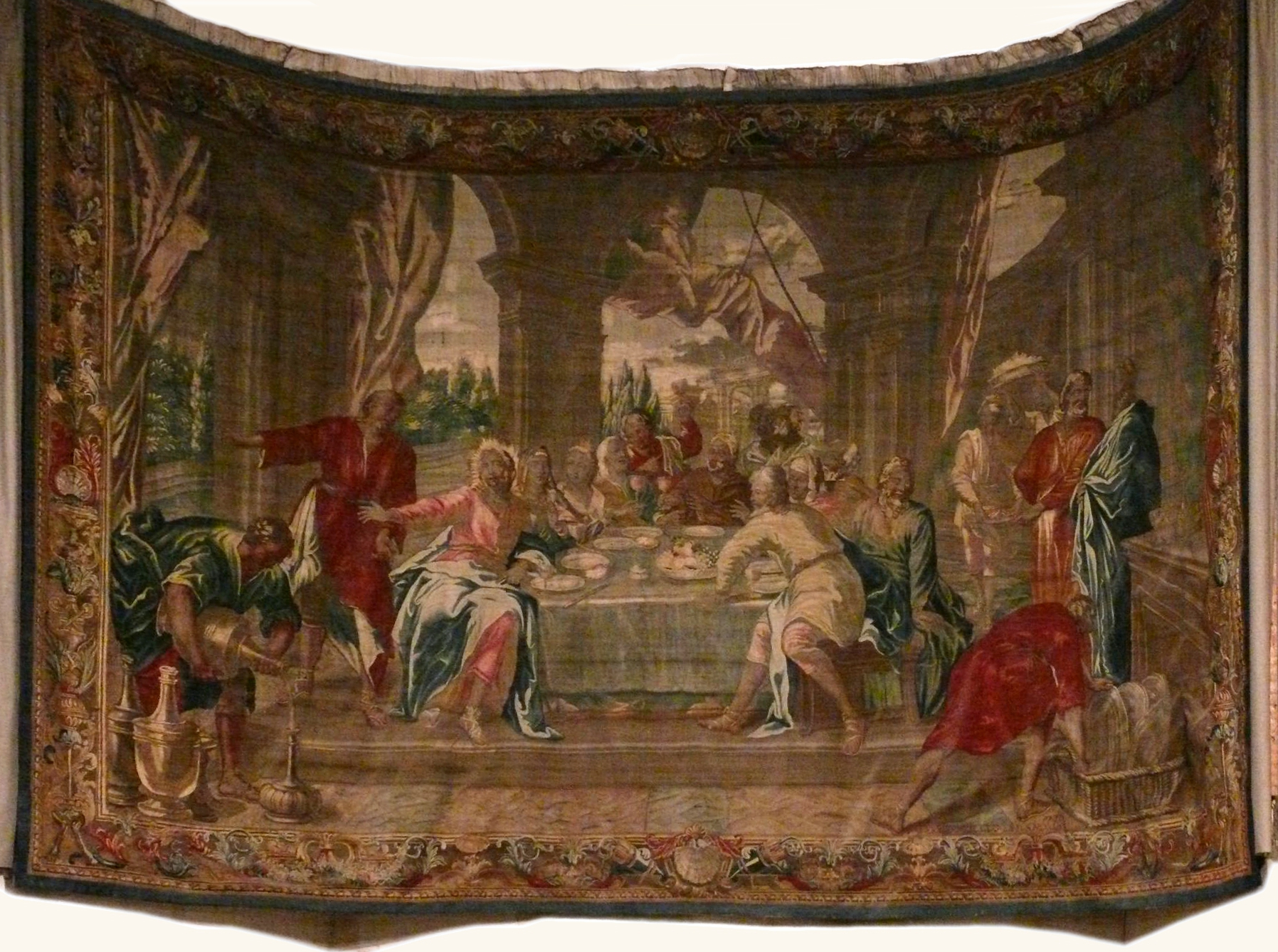
Wandteppich Hochzeit zu Kana

Der Wandteppich Hochzeit zu Kana in der Kirche St-Pierre in Villeneuve-d’Ascq, einer Stadt im Département Nord in der Region Hauts-de-France, wurde 1735 geschaffen. Der Wandteppich wurde im Jahr 1906 als Monument historique in die Liste der denkmalgeschützten Objekte (Base Palissy) in Frankreich aufgenommen.
Die 5,40 Meter breite und 3,50 Meter hohe Bildwirkerei aus Leinenfäden wurde von Guillaume Werniers in Lille hergestellt, der sie mit seinem Namen signiert hat. Sie ist ein Teil von sechs Wandteppichen in der ehemaligen Kirche St-Sauveur in Lille, die nach Kartons von Joseph Wamps geschaffen wurden. Von den ehemals sechs Wandteppichen sind noch vier erhalten. Zwei befinden sich im Museum von Lille und einer in der Kirche von Fresnes. 
Der Wandteppich mit der Darstellung der Hochzeit zu Kana wurde vermutlich vom Abbé Laurent de Roques (1720–1785) der Kirche in Ascq geschenkt.